# Personaggi di Shrek

Il circolo di amici delle fiabe dal terzo film: da sinistra il Lupo Cattivo, Pinocchio, i tre porcellini e Zenzy

Questa è la lista dei personaggi di Shrek, franchise nato da una saga cinematografica d'animazione prodotta da DreamWorks Animation.

## Personaggi principali

### Shrek
(Film 1-5)
Doppiatore originale: Mike Myers
Doppiatore italiano: Renato Cecchetto
Protagonista della saga è un grosso orco verde solitario, burbero e scontroso ma anche buono e altruista che, nel corso dei film, si ritrova coinvolto in una serie d'avventure le quali lo porteranno a incontrare la sua anima gemella, degli amici e una famiglia.

### Ciuchino
(Film 1-5)
Doppiatore originale: Eddie Murphy
Doppiatore italiano: Nanni Baldini
Co-protagonista della saga è un apparentemente poco intelligente, pasticcione e esuberante asino parlante (presumibilmente quello de I musicanti di Brema dei fratelli Grimm, data la sua passione per la musica, o quello de L'asino e il fardello di Esopo, data la sua cocciutaggine) che, fuggito dalle guardie, incappa in Shrek il quale spaventa le sue guardie per la sua natura di orco. Da quel momento, Ciuchino lo segue in ogni viaggio fino a diventare il suo migliore amico.

### Principessa Fiona
(Film 1-5)
Doppiatore originale: Cameron Diaz
Doppiatore italiano: Selvaggia Quattrini
Una principessa nata con una maledizione: nella notte si trasforma in un'orchessa per poi tornare umana all'alba. Shrek viene incaricato di salvarla e da lì nasce tra i due un forte amore. Fiona ha i capelli rossi legati con due elastici in una treccia e occhi azzurri come sua madre.

### Gatto / Gatto con gli Stivali
(Film 2-4; spin-off 1-2)
Doppiatore originale: Antonio Banderas
Doppiatore italiano: Massimo Rossi (Shrek 2, Shrekkati per le feste e Shrekkato da morire), Antonio Banderas (Shrek terzo, Shrek e vissero felici e contenti e Il gatto con gli stivali), Diego Suarez (Il gatto con gli stivali 2 - L'ultimo desiderio)
Gatto, poi soprannominato il Gatto con gli Stivali, è un eroe fuorilegge di un continente spagnolo, finito a Molto Molto Lontano come cacciatore di orchi. Re Harold lo assume per liberarsi di Shrek, ma finisce sconfitto e si alleerà con il protagonista e Ciuchino come riconoscenza per averlo risparmiato.

### Kitty / Zampe di Velluto
(Spin-off 1-2)
Doppiatore originale: Salma Hayek
Doppiatore italiano: Francesca Guadagno
Kitty è la protagonista femminile dei film spin-off (Il gatto con gli stivali e Il gatto con gli stivali 2 - L'ultimo desiderio). È una gatta bianca-nera che in tenera età, è stata privata dei suoi artigli dai padroni motivo per cui ora può affidarsi solo alla morbidezza delle sue zampe, così soffici che le sue vittime non si accorgono di essere stati scippati sotto il loro naso da qui il nome. È una ladra su incarico. Nel primo film è assoldata da Humpty per il suo piano di vendetta contro Gatto, sperando che Kitty possa distrarlo romanticamente e rendere il tutto più facile. Il piano riesce, ma quest'ultima si affeziona per davvero a Gatto e finisce con aiutarlo a sventare il piano di Humpty.
Tra i due film, i due felini progettano di sposarsi ma entrambi si tirano indietro, Gatto perché spaventato dall'idea di sistemarsi a vita e Kitty perché conscia di non poter rimpiazzare l'amato ego del suo partner. Nel secondo film i due si ritrovano a rubare lo stesso oggetto e nonostante l'iniziale cattivo sangue, i due finiscono per far pace. Kitty inoltre scoprirà che Gatto ora deve tenersi stretta la sua ultima vita, ha imparato a non sopravvalutarla ed è cambiato in meglio, ritornando così insieme a lui.

## Personaggi secondari

### Draghessa
(Film 1-4)
Draghessa (o Dragona come la chiama Fiona all'inizio di Shrek 2) è il terribile mostro sputafuoco che nel primo film teneva segregata la principessa all'interno di un oscuro castello circondato da un lago di lava. Inizialmente si credeva che fosse un maschio ma quando riesce a intrappolare Ciuchino si rivela essere in realtà una femmina dagli occhi verdi, le labbra truccate e le squame di colore rosa-fucsia, che rimane molto colpita dai complimenti dell'asino circa il suo fascino. Così invece di mangiarlo, se ne innamora a prima vista e a differenza di tutti gli altri personaggi non parla, ma riesce a farsi comprendere. Inizialmente cattiva, la draghessa si rivela successivamente molto dolce e affettuosa nei confronti di Ciuchino, capace di veri sentimenti.
È diventata anche una fedele alleata di Shrek e di Fiona e ha aiutato i due orchi in più di una occasione, mangiando Lord Farquaad e schiacciando Azzurro con una torre, uccidendoli. Inoltre ha sposato Ciuchino e ha partorito ben sei cuccioli avuti da lui, tutti metà asino e metà drago.
Una scena tagliata del secondo film, avrebbe rivelato che la pozione l'ha trasformata in un pegaso, dandole inoltre il dono della parola, e avrebbe anche dato una mano nello scontro finale.

### Zenzy
(Film 1-4)
Doppiatore originale: Conrad Vernon
Doppiatore italiano: Fabrizio Apolloni
Zenzy (Gingy), è un biscotto omino di pan di zenzero che fa apparizioni minori in tutti i film. È tratto dalla fiaba L'omino di pan di zenzero. È stato plasmato e sfornato dall'Uomo Focaccina che considera come un padre. È socievole, buono, tenero e uno dei personaggi più simpatici e divertenti della saga ma allo stesso tempo è anche abbastanza irascibile e detesta quando qualcuno tenta di togliergli i suoi bottoni gommosi.
Nel terzo film, quando Uncino (alleato di Azzurro) minaccia di ucciderlo, vengono mostrati flashback del suo passato: (compreso quando è stato torturato da Lord Farquaad) ha studiato in una scuola per biscotti viventi e si era anche sposato ma la moglie viene però mangiata da Babbo Natale in Shrekkati per le feste.
Fa un cameo anche ne Il gatto con gli stivali 2 - L'ultimo desiderio dove era presente durante la sesta morte di Gatto: lo stava aiutando a cuocere con il forno che aveva impostato ad una temperatura troppo elevata.

### Pinocchio
(Film 1-5; spin-off 2)
Doppiatore originale: Cody Cameron
Doppiatore italiano: Corrado Conforti
Il celebre burattino di legno costruito da Geppetto e condannato a non poter mentire pena l'allungarsi del proprio naso. È intimamente buono e socievole, anche se non molto sincero. Pinocchio è, insieme al Lupo, ai Tre Porcellini, ai tre topini ciechi, a Zenzy, a Ciuchino e al Gatto Con gli Stivali, uno degli amici ufficiali di Shrek.
Nel primo viene consegnato dal padre alle guardie di Lord Farquaad e scaricato nella palude assieme alle altre fiabe.
Nel secondo film aiuta Shrek a fuggire dalla prigione e fermare la Fata Madrina, venendo tramutato in bambino vero (e poco dopo di nuovo in marionetta) durante un fuoco incrociato di incantesimi.
Nel terzo viene imprigionato da Azzurro, dopo un buffo interrogatorio in cui tenta ripetutamente di rigirare la verità per farla sembrare una bugia e non essere facilmente scoperto grazie al naso.
Nel quarto film si scopre che gestisce una libreria a Molto, Molto Lontano dove sembra aver imparato a non prendere la via facile a ciò che vuole, lezione non imparata nella dimensione alternativa dove tenta di diventare umano con i contratti di Tremotino.
Compare brevemente anche nel film spin-off Il gatto con gli stivali 2 - L'ultimo desiderio, dove gira con il padre in un teatrino ambulante per far soldi, mettendo in ombra Jack Horner.

### Il Lupo Cattivo
(Film 1-4)
Doppiatore originale: Aron Warner
Doppiatore italiano: Carlo Baccarini (secondo film), Paolo Marchese (terzo film, quarto film e corti animati), Alberto Angrisano (I tre porcellini e il lupo... mannaro)
Il Lupo Cattivo è un tranquillo lupo, riconoscibile in quanto antagonista di Cappuccetto Rosso poiché vestito con la camicia da notte della nonna come nella fiaba; tuttavia è in grado di soffiare forte come quello de I tre porcellini, con cui passa maggior parte del tempo in qualità di amico. Il Lupo è protagonista assieme ai porcellini del corto I tre porcellini e il lupo... mannaro, in cui si scopre che è un "umano mannaro", il quale lo porta a trasformarsi in alcune notti in una folle donna assassina.

### I tre porcellini
(Film 1-4)
Doppiatore originale: Cody Cameron
Doppiatore italiano: Fabrizio Mazzotta (primo film), Francesco Vairano (resto del franchise), Stefano Crescentini, Francesco Pezzulli e Paolo Vivio (I tre porcellini e il lupo... mannaro)
I tre porcellini sono tre degli amici di Shrek e compaiono in tutti e quattro i film della serie. Si chiamano Heimlich (quello con il cappello da costruttore edile), Dieter (con il cappello da imbianchino) e Horst (con il cappello di paglia). Hanno un marcato accento tedesco.

### I tre topini ciechi
(Film 1-4)
I tre topini ciechi, ispirati a quelli della filastrocca Tre topini ciechi e in quanto non vedenti vanno in giro con occhiali neri e bastone. Compaiono in tutti e quattro i film della serie, benché abbiano un ruolo piuttosto marginale e comico dovuto a come la loro cecità non offra alcun vantaggio agli eroi o a loro stessi. I loro nomi sono Forder, Gorder e Horder, anche se non menzionati nel corso del film.
Nel primo film, sono doppiati in inglese da Christopher Knights, Mike Myers e Simon J. Smith, rispettivamente.

### Drughini
(Film 2-4)
I drughini sono i sei (cinque, nel terzo film) figli ibridi nati dall'unione di Ciuchino e la Draghessa. Sono dei cuccioli di mulo in grado di volare e sputare fuoco. I loro nomi sono Donkey Jr., Banane, Nocciolina, Cocco, Farfallas e la femmina Peanut. L'unico ad avere qualche segno di distinzione rispetto agli altri è Banane che ha gli occhi verdi e spesso starnutisce fuoco. Compaiono per la prima volta nel finale di Shrek 2 e successivamente compaiono in tutti gli episodi successivi, benché il loro ruolo è molto marginale. Sono molto affettuosi e giocherelloni.

### Fergus, Farkle e Felicia
(Film 3-4-5)
Fergus, Farkle e Felicia sono i tre figli neonati gemelli di Shrek e Fiona. Sono due maschietti (Fergus e Farkle) e una femminuccia (Felicia). In Shrek e vissero felici e contenti viene rivelato che il nome Felicia è sempre stato molto amato da Fiona, anche nella realtà alternativa. Come la madre e il padre, i tre piccoli orchi hanno la pelle verde e rispecchiano molte delle caratteristiche fisiche dei genitori. Sono molto amici dei drughini e giocano sempre insieme a loro. 
Compaiono ufficialmente alla fine di Shrek terzo, benché già durante il film Shrek aveva fatto dei sogni sui suoi possibili figli. 
Hanno un ruolo abbastanza rilevante in Shrekkati per le feste e in Shrek e vissero felici e contenti, dove però non esistono nella realtà alternativa. Il film infatti comincia proprio con il loro primo compleanno. 
Felicia sarà adolescente e protagonista in Shrek 5, doppiata da Zendaya. 

### Regina Lillian
(Film 2-4)
Doppiatore originale: Julie Andrews
Doppiatore italiano: Maria Pia Di Meo
La regina Lilian è la moglie del defunto re Harold e madre di Fiona.
Compare per la prima volta in Shrek 2 e benché sorpresa si mostrerà molto più comprensiva della condizione della figlia, rispetto a quanto farà il marito. Quando alla fine del secondo film Harold viene trasformato in un rospo Lillian accetta la situazione.
Dopo essere diventata vedova in Shrek terzo, da una mano alla figlia a fermare Azzurro.
Compare, sebbene con un ruolo più limitato rispetto alle precedenti apparizioni, anche in Shrek e vissero felici e contenti.

### Re Harold
(Film 2-4)
Doppiatore originale: John Cleese
Doppiatore italiano: Giorgio Lopez
Re Harold era il re di Molto Molto Lontano, marito della regina Lillian e padre di Fiona.
Harold compare per la prima volta in Shrek 2, quando accoglie il ritorno a casa di sua figlia e del suo nuovo marito (aspettandosi Azzurro), rimanendo sconcertato alla vista dell'orco e della figlia, non tanto perché non approva la loro unione, ma perché preoccupato per il patto stretto con la Fata Madrina: Harold era originariamente il principe ranocchio e, avendo chiesto un "felici e contenti" alla Fata, questa si fece promettere che suo figlio il Principe Azzurro avrebbe sposato sua figlia. A malincuore, Harold è spinto da Madrina nello sbarazzarsi di Shrek, assoldando il Gatto con gli Stivali in quanto famoso ammazza-orchi, ma si renderà conto dell'errore commesso con il proseguire del film, addirittura impedendo alla figlia di ingerire un filtro d'amore che la faccia innamorare d'Azzurro. Infine, Harold proteggerà anche il genero e Fiona facendosi colpire dall'incantesimo della Fata Madrina. Questo rimbalza sull'armatura e colpisce la Fata, provocando la morte di lei e rimuovendo di conseguenza il "felici e contenti" di Harold. Il re viene perdonato da tutti e egli accetta ufficialmente l'unione di Shrek e Fiona.
In Shrek terzo muore per cause naturali. Sul letto di morte dona a Shrek il suo regno, ma non sentendosi adatto al ruolo di re, gli chiede allora di farlo ereditare a suo nipote Artù.
Ricompare infine in un flashback in Shrek e vissero felici e contenti, dove si scopre che fu tentato (o convinto dalla moglie, di per sé diffidente della Fata Madrina) a salvare la figlia tramite un contratto con Tremotino ma, un attimo prima di firmarlo, i sovrani ricevettero la notizia che Fiona era stata salvata. Nella dimensione alternativa, però, senza Shrek, Harold sigla il patto e, come d'accordo, "tutti i problemi dei sovrani spariscono" e loro con essi, così facendo, Tremotino si prende il trono di Molto, Molto Lontano.

### Cenerentola
(Film 1, 3)
Doppiatore originale: Elisa Gabrielli (primo film), Amy Sedaris (terzo film)
Doppiatore italiano: Eliana Lupo (primo film), Ilaria Latini (terzo film)
Cenerentola è una delle principesse amiche di Fiona. Così come per Biancaneve, il suo aspetto è in qualche modo ispirato a quello del personaggio presente nel film Disney. È caratterizzata come se si soffrisse di una qualche forma di disturbo ossessivo-compulsivo, dato che continua a pulire i pavimenti, rigorosamente inginocchiata a terra, ovunque si trovi, anche in carcere. Utilizza come arma la propria scarpetta di cristallo, lanciandola come un boomerang.

### Biancaneve
(Film 1, 3)
Doppiatore originale: Elisa Gabrielli (primo film), Amy Poehler (terzo film)
Doppiatore italiano: Ilaria Giorgino (primo film), Barbara De Bortoli (terzo film)
Biancaneve è una delle principesse amiche di Fiona. Così come per Cenerentola, il suo aspetto è in qualche modo ispirato a quello del personaggio presente nel film Disney. È una ragazza di carattere piuttosto forte e in alcuni aspetti molto vanitosa. Ha la possibilità di utilizzare il proprio canto per comandare gli animali, sfruttando questa caratteristica come arma contro i nemici.

### La Bella Addormentata
(Film 2-3)
Doppiatore originale: Cheri Oteri
Doppiatore italiano: Laura Latini
La Bella Addormentata è una delle principesse amiche di Fiona. Soffre di narcolessia ed è in grado di addormentarsi in qualunque momento.
Compare in un piccolo ruolo in Shrek 2, citata dalla presentatrice del ballo di Molto Molto Lontano, e in uno più sostanziale in Shrek terzo.

### Doris
(Film 2-4)
Doppiatore originale: Larry King
Doppiatore italiano: Mario Bombardieri
Doris è una delle due sorellastre di Cenerentola, che, rispettando la fiaba originale, viene rappresentata come molto brutta: gli autori hanno deciso di dare al personaggio l'aspetto di un uomo en travesti, scegliendo in tutti gli adattamenti una voce maschile per il doppiaggio (nello studio della Fata Madrina è anche possibile scorgere una foto che rivela che era un uomo che ha deciso di essere trasformato in donna). Il suo animo più gentile la rende più vicina alle brutte sorellastre della versione di Perrault e Anastasia dal film Disney (con cui condivide l'abito rosa).
Compare per la prima volta in Shrek 2 come barista alla locanda e taverna La Mela Avvelenata.
Nel terzo film si dimette dal bar e diventa amica di Fiona, Biancaneve, Cenerentola e la Bella Addormentata ed anche alleata del gruppo di Shrek.

### Arthur Pendragon
(Film 3)
Doppiatore originale: Justin Timberlake
Doppiatore italiano: Flavio Aquilone
Arthur "Artie" Pendragon è il cugino adolescente di Fiona, e ignaro successore del re Harold, dato che Shrek e Fiona non intendono assolvere tale compito. Ex studente del Worcestershire, prima che Shrek, Ciuchino e il Gatto lo andassero a prelevare per portarlo nel regno di Molto, Molto Lontano, Artie sembra essere la vittima preferita dei bulli e prepotenti nella sua scuola (nerd compresi), i quali lo deridono e lo considerano uno sfigato. È buono, sensibile, gentile, intelligente, giudizioso e di buon cuore ma anche molto timido e ingenuo, inizialmente ritroso nei confronti di Shrek e spaccone quando comunica ai suoi compagni di scuola che lui diventerà sovrano. Si scopre che è stato abbandonato dal padre. Grazie alla sua amicizia con Shrek, diventa più saggio e accetta di diventare un re responsabile. Compare soltanto in Shrek terzo, benché fosse originariamente presente anche in alcune scene, successivamente cancellate, di Shrek e vissero felici e contenti.

### Merlino
(Film 3)
Doppiatore originale: Eric Idle
Doppiatore italiano: Francesco Vairano
Merlino è lo svampito insegnante di magia del liceo di Arthur, ritiratosi per via di un esaurimento nervoso (che in realtà sembra avergli fatto perdere completamente il senno); a differenza del Merlino classico, il personaggio presente in Shrek è un mago poco abile e ogni suo incantesimo sembra avere sempre effetti indesiderati. Compare soltanto in Shrek terzo, ma un mago simile a lui è presente tra le fiabe esiliate nel primo film.

### Brogan
(Film 4)
Doppiatore originale: Jon Hamm
Doppiatore italiano: Alessandro Rossi
Brogan è un orco, braccio destro di Fiona nella realtà alternativa presentata in Shrek e vissero felici e contenti. Nonostante compaia per la prima volta nella realtà alternativa creata da Tremotino, quando Shrek ritorna alla realtà, Brogan viene comunque mostrato alla festa dei gemelli perché viveva anche nel mondo reale ma non aveva conoscenze con l'orco e Fiona.

### Cuciny
(Film 4)
Doppiatore originale: Craig Robinson
Doppiatore italiano: Fabio Grossi
Cuciny (in originale Cookie) è un cuoco orco convinto che il cibo possa rappresentare un'arma. Viene mostrato insieme a Brogan alla festa dei gemelli alla fine del film preparando cibo.

### Gretida
(Film 4)
Doppiatore originale: Jane Lynch
Doppiatore italiano: Stefania Romagnoli
Gretida è un'orchessa grassa nel quarto film, membro della Resistenza di orchi con Fiona nella realtà alternativa. Alla fine anche lei viene mostrata alla festa dei gemelli.

### Dulcinea
(Serie animata)
Doppiatore originale: Jayma Mays
Doppiatore italiano: Emanuela Damasio
Dulcinea era l'interesse romantico di Gatto nella serie animata Le avventure del gatto con gli stivali, è una gatta bianca di San Lorenzo molto dolce, ingenua, svampita, ottimista, innocente e protettiva che si occupa dell'orfanotrofio locale. Segue sempre i consigli di un libro per bambini per migliorare il proprio carattere. Si basa in parte su Don Chisciotte per la sua personalità ingenua e sulla sua immaginaria omonima donzella per il nome.

### Perrito
(Spin-off 2)
Doppiatore originale: Harvey Guillén
Doppiatore italiano: Riccardo Suarez
Perrito è il secondo protagonista del film spin-off Il gatto con gli stivali 2 - L'ultimo desiderio, è un cagnolino orfano e molto ingenuo, chiacchierone, positivo e molto innocuo e sensibile. Sin da piccolo i suoi fratelli hanno tentato di abbandonarlo, finché non hanno deciso di gettarlo in un fiume dentro una calza con un sasso. Perrito, credendolo un gioco di nascondino, inconscio del pericolo, mordicchiò la calza, che si tiene indosso come una giubba, riemerse e ancora crede di essere nel pieno del gioco. Ha voglia di diventare un cane da terapia, perciò offre sempre una mano per chiacchierare o confidarsi con tutti. Non ha un nome per tutta la durata del film, l'unica cosa che gli piacerebbe avere, finché non decide di farsi chiamare con il nomignolo datogli da Kitty e Gatto: Perrito (cagnolino in spagnolo).

## Antagonisti principali

### Lord Farquaad
(Film 1; ospite film 3; corti)
Doppiatore originale: John Lithgow
Doppiatore italiano: Oreste Rizzini
Lord Maximus Farquaad è l'antagonista principale del primo film e del cortometraggio Shrek 3-D. È il bassissimo, narcisista, astuto e spietato signore di Duloc.
Nella sua ricerca della perfezione, Farquaad tenta di liberare il suo regno dalle creature delle favole, offrendo una taglia per la loro cattura e poi esiliandole nella palude di Shrek, tenendosi però lo Specchio Magico a cui domanda come diventare un vero e proprio re. Non essendo di sangue reale, deve sposare una principessa e le sue mire cadono sulla principessa Fiona, tenuta prigioniera in un castello da un terribile drago sputafuoco. Incapace di salvare Fiona egli stesso e rifiutandosi di sentire l'avvertimento della sua maledizione, Farquaad organizza un torneo tra i suoi cavalieri per scegliere l'eroe che dovrà salvare la bella principessa. Proprio quando il torneo sta per iniziare, arriva Shrek e, dopo aver steso le guardie, domanda che la sua palude venga liberata dalle fiabe. Avendo tecnicamente vinto, Farquaad accetta di farlo a patto che gli porti Fiona. L'orco salva Fiona, ma durante il viaggio di ritorno si innamora di lei. Una sera, nei pressi di Duloc, Shrek sente un pezzo di conversazione tra la principessa e Ciuchino in cui lei parla male di sé stessa. L'orco crede che si riferisca a lui e, arrabbiato e offeso, si reca a Duloc per chiamare Lord Farquaad, che giunge sul posto all'alba. Quest'ultimo organizza il matrimonio tra lui e Fiona il giorno stesso e rispetta i patti sgombrando la palude di Shrek. Più tardi, grazie a Ciuchino, quest'ultimo si rende conto di aver capito male le parole di Fiona e con l'aiuto della Draghessa i due si recano al matrimonio per impedirlo, durante cui Farquaad verrà mangiato dalla creatura.
Compare brevemente nel corto Karaoke Dance Party, dove canta Stayin' Alive dall'interno dello stomaco della Draghessa.
In Shrek 3-D, lo spettro di Farquaad cerca di vendicarsi su Shrek, Ciuchino, Fiona, ma ancora una volta è debellato dalla dragonessa che evapora il suo spettro con una fiammata.
Compare anche nel videogioco Shrek Smash n' Crash Racing e in un flashback in cui tortura Zenzy in Shrek terzo. Il suo decadente e abbandonato regno diventa lo scenario per il corto Shrekkato da morire, dove i protagonisti si scambiano storie paurose nel suo castello all'apparenza infestato dal suo fantasma (anche se alla fine si scoprirà uno scherzo di Fiona e degli orchetti per spaventare Ciuchino).
In Shrek The Musical viene rivelato che è figlio del nano Brontolo e della Principessa sul pisello, e dopo la morte della madre, il padre lo crebbe con cura, finché, stufo che stesse a poltrire tutto il giorno in caso anche a 20 anni, lo scacciò di casa. Per tale motivo, Farquadd aborra le fiabe.

### Fata Madrina
(Film 2; ospite film 3)
Doppiatore originale: Jennifer Saunders
Doppiatore italiano: Franca D'Amato (dialoghi), Paola Folli (canto)
La Fata Madrina è l'antagonista principale del secondo film. È un'opportunista intrigante e connivente, vagamente basata sulla fata madrina di Cenerentola, che cerca di ottenere il meglio per sé stessa e per suo figlio, piuttosto che per gli altri.
Aiutò Re Harold a diventare un umano e sposare la regina Lillian, purché in cambio lui avesse permesso che sua figlia Fiona fosse salvata e di conseguenza sposata dal figlio della Fata Madrina, il principe Azzurro. Si scoprirà che fu lei a convincere i sovrani a rinchiudere la figlia Fiona nella torre e a farle l'incantesimo come incentivo per mantenere il patto a Harold. Dopo gli eventi di Shrek però le cose sono andate diversamente. Prova un'immediata antipatia per Shrek, e quando lui cerca di chiederle perché Fiona non è felice, lei fa notare bruscamente che "gli orchi non vivono per sempre felici e contenti". Quando Shrek ruba la pozione "per sempre felici e contenti", la Fata Madrina idea un piano per far credere a Fiona che Azzurro è Shrek trasformato. Soltanto nel finale del film tutti gli inganni della Fata Madrina verranno svelati e la stessa rimarrà uccisa da un incantesimo che le rimbalza indietro; la sua sparizione farà ritornare re Harold a essere un rospo.
La Fata Madrina viene nominata in Shrek terzo e la sua morte è il principale motivo per cui Azzurro cercherà di vendicarla e prendersi il regno di Molto Molto Lontano.
Viene citata anche all'inizio di Shrek e vissero felici e contenti, quando Lillian rivela che non si fidava di lei.

### Principe Azzurro
(Film 2-3)
Doppiatore originale: Rupert Everett
Doppiatore italiano: Francesco Prando
Il principe Azzurro, o semplicemente Azzurro, è l'antagonista secondario del secondo film, e poi antagonista principale del terzo film, nonché il più longevo nemico della saga di Shrek. Figlio della Fata Madrina, è un uomo di bell'aspetto e dai capelli biondi, ma allo stesso tempo egoista, arrogante, vanitoso, narcisista e viziato. Si dimostra anche molto intelligente e ha un certo talento nel persuadere e cospirare, come accade nel terzo film.
Secondo i piani originali avrebbe dovuto salvare Fiona dal drago. In Shrek 2 sua madre vorrebbe fare innamorare di lui la principessa solo per governare sul regno di Molto Molto Lontano.
In Shrek terzo, si dimostra furioso per gli eventi del film precedente, essendo finito sul lastrico e ridotto a fare spettacoli da bar per sbarcare il lunario. Si allea quindi con tutti i personaggi cattivi delle favole per prendersi la propria rivincita su Shrek e sull'intero regno di Molto Molto Lontano; riesce a prendere il controllo del regno e progetta di uccidere l'orco protagonista di fronte a tutti gli abitanti mentre mette in scena uno spettacolo teatrale. Alla fine viene sconfitto dalla Draghessa, che fa cadere una torre scenografica su di lui.
Fa inoltre una breve apparizione in Shrekkato da morire, in una delle storie di paura raccontate da Gatto e Ciuchino, in cui parodia Norman Bates.

### Tremotino
(Film 3-4)
Doppiatore originale: Walt Dohrn
Doppiatore italiano: Francesco Vairano
Tremotino è un diabolico truffatore che fa accordi magici (completi di contratto). È un nano dai capelli rossi e corti e ha un viso sproporzionato rispetto al corpo. È un personaggio subdolo, assetato di potere, scaltro, infido e intelligente, tuttavia è anche un cattivo abbastanza comico a causa del suo carisma e del suo modo di parlare, oltre che per il suo atteggiamento quando è con le streghe o quando fa discorsi persuasivi per convincere la gente a firmare i suoi contratti; utilizza inoltre diverse parrucche a seconda dell'occasione e del proprio stato d'animo.
Compare per la prima volta come antagonista minore nel terzo film quando il Principe Azzurro recluta tutti i cattivi delle favole, per poi ricomparire come antagonista principale nel quarto film (sebbene con un design e una personalità completamente diversi).
Nel quarto capitolo della saga si scopre che, prima degli eventi narrati nel secondo film, Tremotino stava per stipulare un contratto con i genitori di Fiona in cui, in cambio della liberazione della principessa, il nano sarebbe diventato il nuovo sovrano di Molto Molto Lontano, ma proprio quando re Harold stava per firmare si venne a sapere della liberazione della figlia da parte di Shrek, mandando in fumo i piani di Tremotino, il quale cadde in rovina. Alcuni anni dopo, quest'ultimo riesce a convincere Shrek a stipulare un patto: condurre la vecchia vita da orco per un solo giorno. Ma il patto richiede il sacrificio di un giorno passato dall'orco, e Tremotino, senza farlo intuire a Shrek, sceglie proprio il giorno della nascita di quest'ultimo. In questo modo gli eventi scaturiti dalle azioni di Shrek non si sono mai verificati: nessuno ha mai salvato Fiona dalla torre e Tremotino è diventato re stipulando il patto con il re e la regina che sono in seguito scomparsi per sempre, a causa di una sua maledizione. In seguito viene sconfitto da Shrek che riesce a baciare Fiona e tornare nel suo mondo. Nella scena finale Tremotino viene visto chiuso in una gabbia alla festa di compleanno dei tre orchetti, inoltre viene tormentato dal Pifferaio Magico che lo costringe a ballare nella sua gabbia.
Tremotino appare nel cortometraggio La Shrekettacolare Festa di Natale di Ciuchino dove è ancora rinchiuso in una gabbia avendo apparentemente cercato di scappare una volta e riceve carbone per Natale, inoltre appare in Thriller Night come uno zombie, ma alla fine si rivela tutto un sogno di Shrek.

### Humpty Dumpty
(Spin-off 1)
Doppiatore originale: Zach Galifianakis
Doppiatore italiano: Alessandro Quarta
Humpty Alexander Dumpty è l'antagonista principale del film spin-off Il gatto con gli stivali. È un machiavellico uovo antropomorfo. 
Prima del film era un personaggio sbloccabile del gioco Shrek SuperSlam. E in Shrek 3-D si vede una lapide con il suo nome con una statua con le sue fattezze.
Amico d'infanzia del Gatto, cresciuti nello stesso orfanotrofio a San Ricardo, durante una delle loro scorribande, liberarono un toro imbizzarrito che Gatto riuscì a fermare prima che investisse la madre del comandante delle guardie del paese, diventando così un eroe. Geloso della sua popolarità e triste di aver perso il suo amico, Humpty lo coinvolse in una rapina, facendo di entrambi dei fuorilegge, ma Gatto riuscì a scappare, mentre Humpty cadde e fu rimesso in piedi dalle guardie che lo arrestarono (da qui la canzoncina). Negli anni seguenti, quest'ultimo progetta un piano di vendetta facendosi aiutare dal suo vecchio amico a trovare i fagioli magici che hanno sempre cercato da bambini e rubare l'oca dalle uova d'oro, ma a missione compiuta, Humpty lo vende alle guardie e diventa il nuovo eroe della città con le uova d'oro che distribuisce, consapevole che così facendo ha attirato la furia della gigantesca mamma oca, con l'intenzione di farle distruggere San Ricardo e vendicarsi definitivamente. Gatto riesce a fermarla, ma per salvare il pulcino, Humpty si sacrifica, chiedendo perdono per le sue azioni; si scoprirà nei titoli di coda, però, che è ancora vivo e vive con le oche sulle nuvole.

### Jack e Jill
(Spin-off 1)
Doppiatore originale: Billy Bob Thornton (Jack), Amy Sedaris (Jill)
Doppiatore italiano: Rodolfo Bianchi (Jack), Laura Boccanera (Jill)
Jack e Jill sono gli antagonisti secondari del film spin-off Il gatto con gli stivali; sono una coppia di banditi che hanno messo le mani sui fagioli magici per arrivare all'oca dalle uova d'oro. Durante il climax, tentano di raggirare Humpty per tenersi l'oca dalle uova d'oro, ma vengono schiacciati da mamma oca, finendo ingessati dalla testa ai piedi all'ospedale.
Appaiono anche in cameo nel corto I tre porcellini e il lupo... mannaro, come nella loro classica filastrocca.

### Lupo Sanguinario
(Serie animata)
Doppiatore originale: Clancy Brown
Doppiatore italiano: Claudio Moneta
Il Lupo Sanguinario è l'antagonista principale della serie animata Le avventure del gatto con gli stivali. È una creatura antica, potente, malvagia, temuta, distruttiva, minacciosa e violenta dell'Oltretomba a forma di un grande e imponente lupo, intrappolata dal grande mago Sino. Questo personaggio si dimostra come il nemico più potente e pericoloso del Gatto con gli Stivali mai apparso nella saga di Shrek, e oltretutto è anche l'unico ad essere dotato di pura malvagità, a differenza degli altri personaggi cattivi.

### Morte
(Spin-off 2)
Doppiatore originale: Wagner Moura
Doppiatore italiano: Andrea Mete
La Morte, detto anche "il Lupo", è uno degli antagonisti del film spin-off Il gatto con gli stivali 2 - L'ultimo desiderio. Si presenta come un lupo dal pelo bianco cinereo, occhi rossi fuoco e una macchia nera in mezzo agli occhi che, vagamente, ricorda un teschio. Indossa un poncho nero consunto con il cappuccio, che gli copre gran parte del viso, e delle braghe scure. Possiede due falcetti per combattere i suoi nemici, che possono essere combinate fra loro e, ogni volta che si palesa, fischietta sempre un'inquietante melodia.
Inizialmente il Gatto crede che sia un cacciatore di taglie, prima di comprendere la sua vera identità. Nonostante si presenti come un tipo violento, malvagio e spaventoso, in realtà è una persona giusta, che considera la vita sacra ed è disgustato da coloro che non trattano la propria con cura o apprezzamento e chi ride in faccia alla morte. Gatto non solo rispecchia questi difetti ma è anche graziato dalla faccenda delle nove vite, al punto che, quando si riduce all'ultima, è pronto a mieterla e punirlo per questa sua sfrontatezza. Dopo aver perseguitato Gatto per tutto il viaggio, comparendo in lontananza palesando ovvi segni di sventura (come le monete sugli occhi o una rupe che con l'ambiente circostante figura un teschio), al punto da paralizzare Gatto dalla paura, lo affronta sopra la Stella dei Desideri e, vedendo il suo spirito non più tormentato dalla paura, ma veramente apprezzante per la vita, accetta la sconfitta e se ne va. 

### Big Jack Horner
(Spin-off 2)
Doppiatore originale: John Mulaney
Doppiatore italiano: Riccardo Scarafoni
Big Jack Horner, in passato Little Jack Horner, è l'antagonista principale del film spin-off Il gatto con gli stivali 2 - L'ultimo desiderio. È un signore del crimine e pasticcere dal carattere incredibilmente sadico, spietato, crudele, egoista, dispotico, senza scrupoli, assetato di potere e insensibile. Similmente a Farquaad, detesta le fiabe, questo perché egli è un personaggio di una filastrocca, considerata di categoria inferiore ai resti dei racconti. Colleziona così oggetti e creature magiche per accumulare tutta la magia del mondo e dimostrarsi migliore delle fiabe. Scoperto della Stella dei Desideri, vuole appropriarsene per diventare un dio; ma alla fine viene risucchiato nello stessa Stella in collasso fino a farsi saltare in aria assieme ad essa.

### Riccioli D'Oro
(Spin-off 2)
Doppiatore originale: Florence Pugh
Doppiatore italiano: Margherita De Risi
Riccioli d'Oro, soprannominata anche Riccioli, è apparsa per la prima volta come antagonista secondaria e antieroina nel film spin-off Il gatto con gli stivali 2 - L'ultimo desiderio. È l'insicura leader della famiglia criminale dei tre orsi che vuole ottenere l'ultimo desiderio per rivedere la sua famiglia biologica, finché non capirà che la sua famiglia perfetta è quella che l'ha adottata e amata dal primo momento. Molte delle sue battute girano spesso intorno alla formula dialogante della sua fiaba "Troppo [aggettivo], troppo [aggettivo opposto], proprio perfetto".

### I Tre Orsi
(Film 1; spin-off 2)
Doppiatore originale: Ray Winstone (Papà Orso), Olivia Colman (Mamma Orsa), Samson Kayo (Baby Orso)
Doppiatore italiano: Roberto Pedicini (Papà Orso), Giò Giò Rapattoni (Mamma Orsa), Piero Di Blasio (Baby Orso)
I tre orsi compaiono per la prima volta nel primo film quando tutte le creature delle fiabe vengono esiliate nella palude di Shrek. La madre sembra essere uccisa e ridotta ad un tappeto da Lord Farquaad, ma ricompare illesa alle nozze dell'orco e Fiona.
Gli orsi, chiamati Mammà, Papà e Baby appaiono come antagonisti terziari e antieroi nel film spin-off Il gatto con gli stivali 2 - L'ultimo desiderio, dove sono una famiglia criminale a caccia della Stella dei Desideri, per conto di Riccioli d'Oro, che desidera una famiglia perfetta, fino a quando quest'ultima non realizzerà di trovarsi bene con gli orsi. Nella versione originale hanno uno spiccato accento inglese, sostituito in italiano con uno abruzzese. Gli orsi, inoltre, sfoggiano un aspetto molto diverso da quello che avevano in Shrek, oltre a più accessori come collane e cappelli, Papà ha un graffio sull'occhio sinistro e tutti hanno il pelo più arruffato.

## Antagonisti secondari

### Thelonius
(Film 1)
Thelonius è il boia compare nel primo film Shrek ed è uno dei tirapiedi di Lord Farquaad. Sembra essere poco intelligente. Non viene mai mostrato il suo volto, che è coperto da una maschera nera, e in Shrek 3-D può contorcere la testa come uno zombie.

### Monsieur Hood
(Film 1)
Doppiatore originale: Vincent Cassel
Doppiatore italiano: Massimiliano Manfredi
Monsieur Hood, insieme alla Allegra Brigata, compare in Shrek, quando tenta di salvare Fiona, pensando che l’orco la tenga in ostaggio. L'intero gruppo viene sgominato dalla principessa a colpi di kung fu ma successivamente si rivedono ballare insieme a tutti gli altri alla fine del film. Rispetto alla sua versione originale, Robin Hood, è caratterizzato da un pesante accento francese (per quanto inusuale, l'accento ha un senso considerato che i nobili inglesi lo imparavano nel Medioevo).
Ricompare nel Karaoke Dance Party (dove interpreta YMCA) e nel videogioco Shrek SuperSlam.

### Capitan Uncino
(Film 2-3)
Mostrato dapprima come pianista della Mela avvelenata in Shrek 2, Capitan Uncino è uno dei principali nemici assoldati da Azzurro in Shrek terzo. Quando nel finale del film, Artie convince i cattivi ad abbandonare il male, il pirata rivela di coltivare giunchiglie.

### Raperonzolo
(Film 3)
Doppiatrice originale: Maya Rudolph
Doppiatrice italiano: Giò Giò Rapattoni
Raperonzolo è una delle principesse di Molto Molto lontano amiche di Fiona, ma a differenza delle altre, ella tradisce il gruppo, schierandosi e fidanzandosi con Azzurro e divenendo così l'antagonista secondaria del terzo film. Di carattere vanitoso e snob, sembra essere particolarmente in antipatia con Biancaneve, Cenerentola, la Bella Addormentata e Fiona. Viene rivelato che è completamente calva dopo che Zenzy ha fatto cadere accidentalmente la sua parrucca; alla fine dello spettacolo teatrale lei scappa via imbarazzata lasciando ignoto il suo destino.

### Ciclope
(Film 2-3)
Un ciclope che appare nel secondo film come buttafuori della Mela avvelenata e in seguito, nel terzo film, come alleato di Azzurro nel suo tentativo di conquista di Molto Molto Lontano. Ha una figlia, il cui dolce rapporto convincerà Shrek a diventare padre.
È un riadattamento di Polifemo.

### Alberi malvagi parlanti
(Film 2-3)
Questi alberi, di cui due di loro si chiamano Ed e Steve, compaiono brevemente in Shrek 2 e in un ruolo maggiore in Shrek terzo, come aiutanti di Azzurro nella conquista di Molto Molto Lontano. Biancaneve li sconfigge evocando degli animali cantando e mandandoglieli contro. Sono ispirati agli alberi parlanti del film Il mago di Oz.

### Il Cavaliere senza testa
(Film 2-3)
Il Cavaliere senza testa fa un cameo in Shrek 2 come cliente alla Mela Avvelenata, per poi ricomparire in Shrek terzo come alleato di Azzurro nella conquista di Molto Molto Lontano. Nel finale rivela di aver sempre desiderato suonare il flauto.

### Mabel
(Film 3-4)
Mabel è la seconda delle due sorellastre di Cenerentola, anche lei con tratti e voce maschili e sembra reincarnare più le sorellastre cattive della versione dei Grimm e Genoveffa dai film Disney (con la quale condivide la simile palette di colori).
Nel terzo film ha preso il posto di sua sorella Doris come locandiera alla Mela Avvelenata, e aiuterà Azzurro nella conquista di Molto Molto Lontano. Sembra non andare più d'accordo con Doris, presumibilmente da quando lei vive nei pressi del castello, astio poi placato alla fine del film. Dal quarto film Mabel compare alla festa dei gemelli insieme alla sorella, diventando di conseguenza alleata di Shrek.

### Strega Cattiva
(Film 3)
La malvagia matrigna di Biancaneve, compare in Shrek terzo come alleata di Azzurro nella conquista di Molto Molto Lontano. Nel finale si pente e rivela il desiderio di aprire una spa in Francia. Nel videogioco è rinominata col classico nome di "Regina Cattiva"

### Stromboli
(Film 3)
Compare brevemente in Shrek terzo, quando Azzurro lo assolda nel suo gruppo, ricordandogli di quando Pinocchio andò via in cerca del suo vero padre, e non si fece più sentire. Nel film è solo chiamato "burattinaio" ma il videogioco (nel quale la sua bottega fa da livello) gli da il nome di battesimo del Mangiafoco disneyiano.

### Lancillotto
(Film 3)
Doppiatore originale: John Krasinski
Doppiatore italiano: Andrea Mete
È un compagno di classe di Arthur Pendragon ed è il tipico ragazzo "popolare" pieno di sé ed estremamente snob. Somiglia molto a Caio del film La spada nella roccia. Compare soltanto in Shrek terzo.

### Le Streghe
(Film 3-4)
Alcune streghe compaiono nel terzo film come clienti del bar Mela Avvelenata, e si uniscono ad Azzurro nel suo tentativo di conquistare Molto Molto Lontano, diventando con le loro scope volanti il principale mezzo di spostamento dei cattivi. Nel quarto film, un nutrito gruppo di streghe fa assistenza a Tremotino, e vive nel suo castello, allestito come se fosse una discoteca. Il loro aspetto è ispirato a quello della Strega dell'Ovest del film Il mago di Oz: lungo abito nero, carnagione verdastra, naso aquilino, grosso cappellaccio e si sciolgono a contatto con l'acqua.

### Fifi
(Film 4)
Fifi è un'oca gigante, cavalcatura, guardia del corpo e animale di compagnia di Tremotino che appare come antagonista terziario nel quarto film. Durante i titoli finali del film, Fiona intona una nota altissima e Fifi esplode, insieme a un uccellino. È fedele e affezionata al suo proprio padrone, mentre è terrificante, famelica, aggressiva e odiosa con gli altri.

### Il Pifferaio Magico
(Film 1, 4)
Il pifferaio magico fa una brevissima apparizione nel primo film tra le fiabe esiliate.
Compare come antagonista secondario nel quarto film, assoldato da Tremotino affinché metta fuori gioco Shrek e Fiona. Il suo piffero può essere regolato su varie frequenze in modo da poter ipnotizzare, a seconda delle necessità, topi, streghe, orchi, unicorni e calzini. Era in precedenza comparso anche nel primo film fra le creature delle fiabe esiliate da Farquaad.

## Altri personaggi

### Lo Specchio Magico
(Film 1-5)
Doppiatore originale: Mark Moseley
Doppiatore italiano: Pino Insegno
Lo Specchio Magico della regina di Biancaneve, basato nell'aspetto di maschera fluttuante a quello della versione Disney. Nel primo film viene sottratto da Lord Farquaad. In quell'occasione presentò le varie principesse che quest'ultimo avrebbe potuto salvare. In seguito compare brevemente in altri film in qualità di televisore.

### Mongo
(Film 2)
Doppiatore originale: Conrad Vernon
Doppiatore italiano: Marco De Risi
Mongo è il gigantesco uomo di marzapane creato dall'uomo focaccina, e guidato da Zenzy. Il suo aspetto è ispirato all'uomo di marshmallow del film Ghostbusters. Ha il compito di fare irruzione nel castello di Azzurro per permettere a Shrek e agli altri di accedervi. Mongo riesce a far penetrare i suoi amici all'interno del castello, ma viene abbattuto da una colata di latte caldo, che lo fa sciogliere. Benché apparentemente distrutto, Mongo ricompare brevemente nei festeggiamenti alla fine del film.

### Ginevra
(Film 3)
Doppiatrice originale: Latifa Ouaou
Doppiatrice italiana: Letizia Ciampa
Ginevra è una studentessa di Worcestershire Academy, compagna di Arthur e leader delle cheerleader. È la ragazza più bella di tutta la scuola e di conseguenza molti suoi compagni sono innamorati di lei tra cui il cugino di Fiona. Tuttavia ella respinge quest'ultimo come tutti gli altri studenti. La sua migliore amica si chiama Tiffany. Appare solamente in Shrek terzo.

### Cappuccetto Rosso
(Film 2-3)
Cappuccetto Rosso compare per la prima volta all'inizio di Shrek 2 nelle vesti di una venditrice di biscotti che si presenta alla porta di Shrek e Fiona per poi fuggire via terrorizzata.
Con un cappuccio più grosso che le da un aspetto da ladra, riappare in Shrek terzo, dove viene mostrata tra i malvagia a La Mela Avvelenata e poi nell'esercito di malvagi organizzato da Azzurro. Non è chiaro perché Cappuccetto Rosso sia stata inserita nel film come personaggio cattivo, probabilmente perché parallelismo, con il suo antagonista che è diventato un personaggio positivo.
Compare anche nel videogioco Shrek Smash n' Crash Racing ed è giocabile nel videogioco del secondo film con un design più adulto.

### L'Uomo Focaccina
(Film 2-4)
L'Uomo Focaccina è il fornaio che ha "creato" Zenzy. Viene citato nel primo film e fa una breve apparizione in Shrek 2 (quando aiuta Zenzy a creare Mongo), in Shrek terzo (nel flashback della vita di Zenzy), e brevemente anche in Shrek e vissero felici e contenti.
Nei film si fa spesso riferimento al fatto che l'Uomo Focaccina viva "nella farina". Nella versione inglese, lo scambio di battute è basato su una filastrocca infantile ("the Muffin Man who lives in Drury Lane"), mentre nella traduzione italiana viene solo mantenuta la rima.

### I Sette Nani
(Film 1-3)
I sette protettori di Biancaneve basati (specie nei nomi) da quelli del film Disney.
Compaiono nel primo film, in cui sono incatenati da una delle guardie di Lord Farquaad, poi quando mettono la bara di Biancaneve sul tavolo della casa di Shrek, poi ancora nello specchio magico ed infine nella palude dell'orco per festeggiare le nozze di Shrek e Fiona (dove uno sembra anche guidare la loro carrozza nuziale, ruolo che ha anche nel seguito).
Fanno un cameo in Shrek 2, dove in una parodia de Il signore degli anelli forgiano l'anello nuziale degli orchi.
Nel terzo, Biancaneve regala Brontolo come tata ai nascituri di Fiona durante il suo baby shower.
Nel quarto, uno dei nani (Dotto, forse) gestisce tour guidati che passano per la palude.
Nel musical, si scopre che Brontolo è il padre di Lord Farquaad (che ha concepito con la principessa sul pisello), ed è per colpa sua se è basso e odia le fiabe quando il padre lo cacciò di casa, stufo della sua indole pigra.

### Geppetto
(Film 1, 4; Spin-off 2)
Geppetto è il padre di Pinocchio. Lo si vede nel primo film mentre consegna il figlio alle guardie di Lord Farquaad e nel quarto film quando (nella dimensione alternativa) è invece Pinocchio a venderlo, spacciandolo crudelmente per Shrek in modo da incassare la taglia di Tremotino, ma senza successo. Ricompare anche ne Il gatto con gli stivali 2 - L'ultimo desiderio, dove gira con il figlio in un teatrino ambulante.
Ha un ruolo maggiore in Shrekkato da morire dove assume Shrek per aiutarlo a calmare il posseduto Pinocchio, rivelando che la sua abitazione è piena di orologi e che ha un gatto e un pesciolino rosso come animali da compagnia come nella versione Disney.

### Fatina
Una fata simile nell'aspetto a Campanellino. Compare svariate volte nel corso dei film della serie: in Shrek viene quasi venduta da Peter Pan; in Shrek 2 la si vede danzare con Zenzy, e in un'altra scena cospargere il Gatto con gli Stivali di polvere magica.

### Grillo Parlante
(Spin-off 2)
Un insetto giudizioso, largamente ispirato alla controparte Disneyana, specie quando si definisce "coscienza". Due versioni di questo personaggio compaiono nella saga: il primo compare nel racconto di Shrek nello speciale Shrekkato da morire, dove infesta la testa di Pinocchio, facendolo andare fuori di testa. Quando finalmente il burattino riesce a toglierselo, lo schiaccia e lo uccide (similmente a come avvenne nella fiaba originale), da allora Pinocchio è terrorizzato dai grilli. In questo corto ha l'aspetto di un realistico grillo rosso con il cilindro e bastone.
La seconda versione, chiamata in inglese Ethical Bug, appare ne Il gatto con gli stivali 2 - L'ultimo desiderio, dove è una delle tante creature magiche catturate da Jack Horner che lo stesso si è portato dietro nel suo viaggio. Il Grillo tenta di fargli da coscienza, criticando con preoccupazione le sue immorali scelte, ma nutrendo ancora speranza in una sua possibile redenzione. Quando finalmente capisce che Jack è "un mostro irrecuperabile", questi lo scaccia in malo modo. Alla fine, assieme ad una fenice, anch'essa maltrattata da Jack, brucia la mappa della Stella dei Desideri, distruggendola e annientando il fornaio. Successivamente, Grillo segue i Tre Orsi e Riccioli come loro guida morale, con scarso successo. Questa versione ha un design più cartoonesco e un vestiario da scolaro diligente. È possibile che questo grillo sia la reincarnazione di quello visto in Shrekkato da morire (considerando che il Grillo Parlante della fiaba originale resuscita nel corso della storia), o che sia il Grillo de Il compagno Pinocchio (la versione russa della storia di Collodi) o che sia uno che segue le orme dell'originale Grillo.